# Налду
Роналду Апаресіду Родрігіш (порт. Ronaldo Aparecido Rodrigues, нар. 10 вересня 1982, Лондрина), більш відомий як Налду — колишній бразильський футболіст, що грав на позиції захисника, останнім клубом якого був французький «Монако». З 2020 року є членом тренерського штабу «Шальке».
Відомий, зокрема, виступами за «Вердер», «Вольфсбург», а також національну збірну Бразилії.

## Клубна кар'єра
В юності Налду займався футболом в клубі «Педрабранка». Після завершення виступів за юнацьку команду він ще два сезони грав за «Педрабранку» на професійному рівні.
Наступним клубом Налду став «Жувентуде», де пограв в одній команді з Тіаго Сілвою. Захисник провів у клубі один сезон, протягом якого забив 8 голів у 36 матчах чемпіонату.
Влітку 2005 року Налду підписав контракт з бременським «Вердером». З цією командою йому вдалося двічі завоювати срібні нагороди чемпіонату Німеччини, здобути Кубок німецької ліги, Кубок та Суперкубок Німеччини, а також стати фіналістом Кубка УЄФА сезону 2008-09.
18 липня 2012 року бразильський гравець перейшов до «Вольфсбурга» за €4,000,000. Налду був основним захисником клубу, провівши за чотири сезони 125 матчів чемпіонату. З 2014 року в деяких матчах виводив команду на поле з капітанською пов'язкою. Разом з «Вольфсбургом» у сезоні 2014/15 став срібним призером Бундесліги та володарем Кубка Німеччини.
У липні 2016 приєднався до «Шальке» як вільний агент. У клубі провів 60 матчів за два з половиною роки, зокрема всі 34 матчі Бундесліги 2017/18. За підсумками того сезону завдяки успішному сезону посів третє місце в рейтингу Футболіст року в Німеччині.
3 січня 2019 перейшов до «Монако» за 2 мільйони євро. У перших трьох матчах за монегаський клуб Налду отримав дві червоні картки, що стало рекордом чемпіонату Франції за останні 30 років. Після цього Налду втратив місце в стартовому складі та в сезоні 2018/19 зіграв лише 7 разів у Лізі 1. Після того, як у сезоні 2019/20 Налду не зіграв жодного офіційного матчу за «Монако», 17 січня 2020 року сторони вирішили достроково розірвати контракт, розрахований до 30 червня 2020-го.

## Титули і досягнення
«Вердер»
- Чемпіонат Німеччини

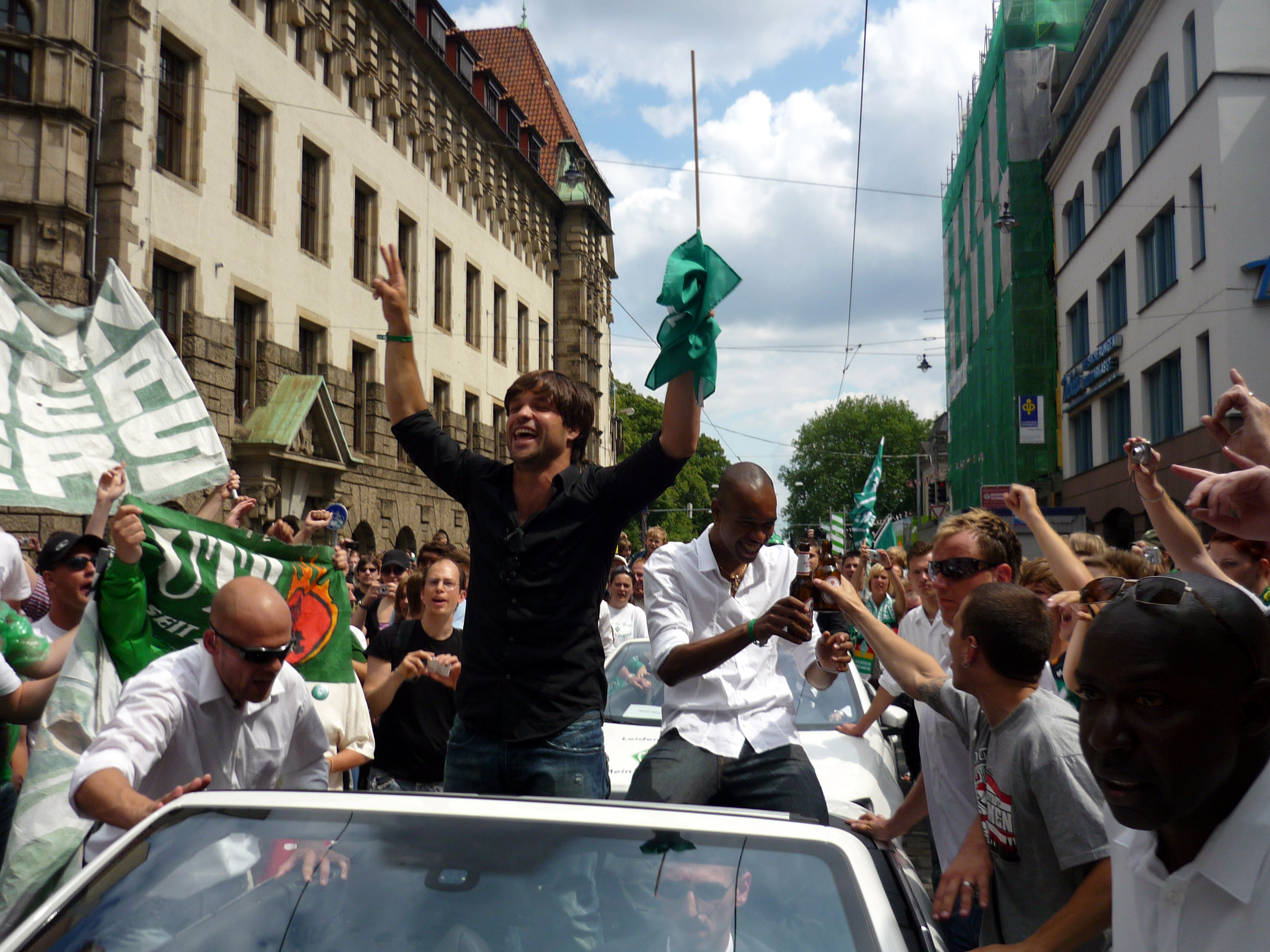
Налду та Дієго святкують перемогу «Вердера» в Кубку Німеччини.

  - Срібний призер (2): 2005–06, 2007–08
  - Бронзовий призер (1): 2006–07
- Кубок Німеччини
  - Володар (1): 2008–09
  - Фіналіст (1): 2009–10
- Суперкубок Німеччини
  - Володар (1): 2009
- Кубок німецької ліги з футболу
  - Володар (1): 2006
- Кубок УЄФА
  - Фіналіст (1): 2008–09

 «Вольфсбург»
- Чемпіонат Німеччини
  - Срібний призер (1): 2014–15
- Кубок Німеччини
  - Володар (1): 2014–15
- Суперкубок Німеччини
  - Володар (1): 2015

 Збірна
- Кубок Америки
  - Володар (1): 2007